# Липарские острова
Липа́рские острова́ (Isole di Lipari, итал. Isole Eolie, в древности Эольские острова (Эолия)) — группа островов в Тирренском море к северу от Сицилии. 
Всего 17 островов, площадью 301 кв. км. Шесть из них образуют коммуну Липари, на седьмом острове (Салина) расположены коммуны Санта-Мария, Мальфа и Ринелла. Площадь 114,7 км². Население 14 016 чел. Все острова вулканического происхождения. На одноимённом острове до сегодняшнего времени постоянно активен вулкан Стромболи. На островах Липари и Вулькано встречаются фумаролы.
К Липарским островам относятся:
- Липари
- Салина
- Вулькано
- Стромболи и Стромболиккьо
- Филикуди
- Аликуди
- Панарея
- Базилуццо

На окончание XIX столетия острова принадлежали к итальянской провинции Мессине, и на них проживало 17 312 жителей.

## Название
Название острова получили по самому большому острову — Липари, в древности Липара (др.-греч. Λιπάρα). В древности Липарские острова также назывались Эоловыми (Эолийскими) по имени Эола. Были известны также как Гефестиады (др.-греч. Ἰφιστιάδαι ή Ἡφαιστιάδαι) по имени Гефеста, что латинские авторы переводили как Вулкановы острова (лат. a nostris Volcaniae) по имени Вулкана, с которым отождествляли Гефеста.

## География и происхождение

Вид Липарского архипелага с тирренского побережья Сицилии

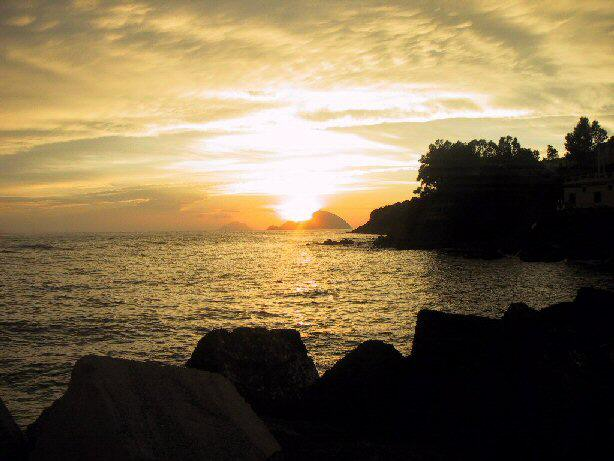
На острове Аликуди

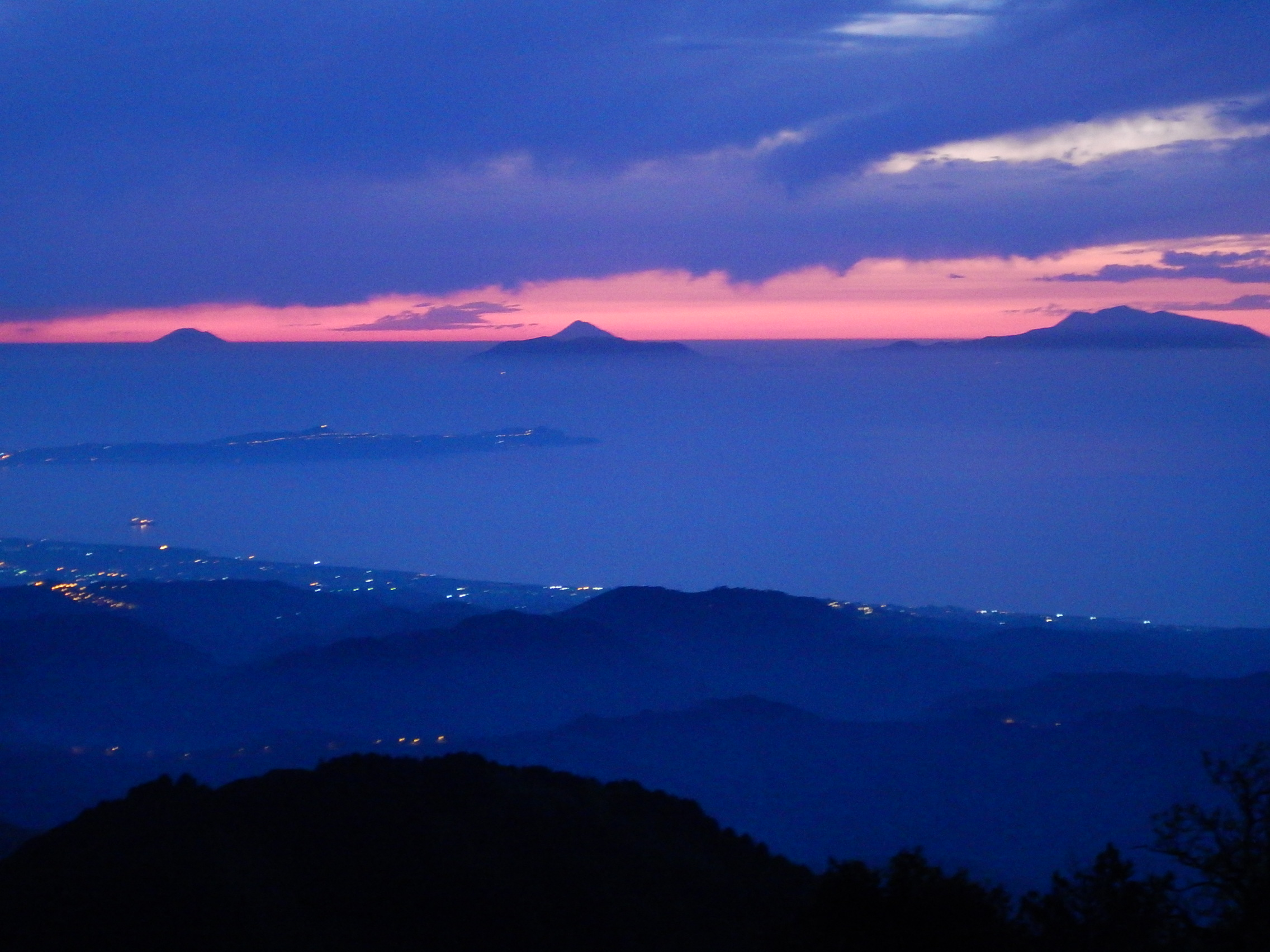
Липарские острова, вид из гор Пелоритани

Архипелаг образован отдельными глыбами срединного Калабрийского массива, западная часть которого опущена ниже уровня моря. Острова образуют выпуклую на юг дугу, протянувшуюся в широтном направлении.
Форма Липарской островной дуги — это результат вулканической деятельности, длящейся здесь свыше 260 тысяч лет. На островах есть два активных вулкана — Стромболи и Вулькано. Вулканическая активность в виде фумарол и термальных источников есть практически на всех островах.
Липарские острова сформировались на стыке тектонических плит. Африканская плита, двигаясь в сторону Евразийской и погружаясь под неё, формирует зону субдукции. В результате происходит подъём Евразийской плиты с формированием горных массивов Сицилии, Липарских островов и др. Через трещины в Евразийской плите магма поднимается на поверхность, образуя активные вулканы. Изливаясь на протяжении сотен тысячелетий, лава сформировала Липарские острова. Современные острова сложены преимущественно базальтовыми лавами и туфами.
Вулканическая дуга Липарских островов имеет протяжённость более 140 км. Весь комплекс Липарского архипелага имеет площадь 1600 км², включая дно Тирренского моря, откуда он поднимается. Более чем 3600 м необходимо пройти магме, чтобы достичь устья кратеров. Помимо Липарских островов к этой вулканической дуге относится остров Устика и группа подводных вулканов: Магнани, Вавилов, Палинуро, а также два безымянных.

## Транспорт
В летний сезон три раза в неделю к островам ходит паром из Неаполя, следующий далее в Милаццо на Сицилии и возвращающийся назад. Кроме него, каждый день на острова ходят катера на подводных крыльях из Мессины. Липарские острова являются Всемирным наследием ЮНЕСКО.
Также на острова можно добраться из порта Мила́ццо на катерах на подводных крыльях или на паромах (в том числе со своей машиной). В сезон с мая по октябрь паромы и катера ходят почти каждый час на острова Липари и Вулькано, реже на другие острова.